# 矢田村 (大阪府)
矢田村（やたむら）は、大阪府中河内郡にあった村。現在の大阪市東住吉区のうち末尾に矢田が付く各町にあたる。

## 地理
- 河川：大和川

## 歴史
- 1661年（寛文元年） - 丹北郡枯木村が北枯木村と南枯木村に分村。
- 1727年（享保12年） - 丹北郡北枯木村と南枯木村が合併し、再び枯木村となる。
- 1889年（明治22年）4月1日 - 町村制の施行により、丹北郡住道村、矢田部村、枯木村、富田新田が合併して矢田村が発足。大字住道に村役場を設置。
- 1896年（明治29年）4月1日 - 郡の統廃合により、所属郡が中河内郡に変更。
- 1910年（明治43年） - 大字富田新田を富田に改称。
- 1950年（昭和25年） - 大字住道の東部に外沼町、河原田町、脇田町、大森町、平松町、東浦町、垣外町、笠松町、今池町、灰崎町が起立し、10町4大字となる。
- 1955年（昭和30年）4月3日 - 大阪市に編入され、東住吉区の一部となる。同日矢田村廃止。

## 行政

### 村長
村長は以下の通りである。
- 松田秀
- 桝井茂夫[1]
- 桝井安太郎[2]

## 経済

### 産業
農業
産物は米、麦、蜜柑。『大日本篤農家名鑑 第1冊 明治43年5月』によれば、矢田村の篤農家は桝井、山田、前田などがいた。
企業
- 大石ゴム - 所在地は矢田村矢田部[4]。
- 日本製膠 - 所在地は矢田村富田[5]。

工場
- かねますゴム工場 - 所在地は矢田村住道、開業年月は1921年9月で、生産品目は靴底、ゴムシーツ、代表者は桝井勝太郎である[6][7]。
- 桝井工場 - 所在地は矢田村住道、創業年は1907年、製品は刷子、代表者は桝井安太郎である[8]。

市場
- 玉熊青物市場 - 位置は矢田村大字富田字矢ノ浦、開設年月は1911年7月[9]。
- 南郷青物市場 - 位置は矢田村大字枯木、開設年月は1928年10月[9]。

## 人口
1930年に刊行された『市町村治績録 改訂第2版』によれば、戸数1065、人口3887。

## 交通

### 鉄道路線
- 近畿日本鉄道
  - 南大阪線
    - 矢田駅

## 名所・旧跡・観光スポット・祭事・催事
- 阿麻美許曾神社

## 出身・ゆかりのある人物
- 石橋十二郎（博労、地主）
- 市原硬（医化学者、大阪大学名誉教授） - 住所が矢田村矢田部[10]。
- 市原明（生化学者、徳島大学名誉教授） - 市原硬の息子である。